# Gare de Vevey
La gare de Vevey est la principale gare ferroviaire desservant la commune de Vevey dans le canton de Vaud, en Suisse.

## Situation ferroviaire

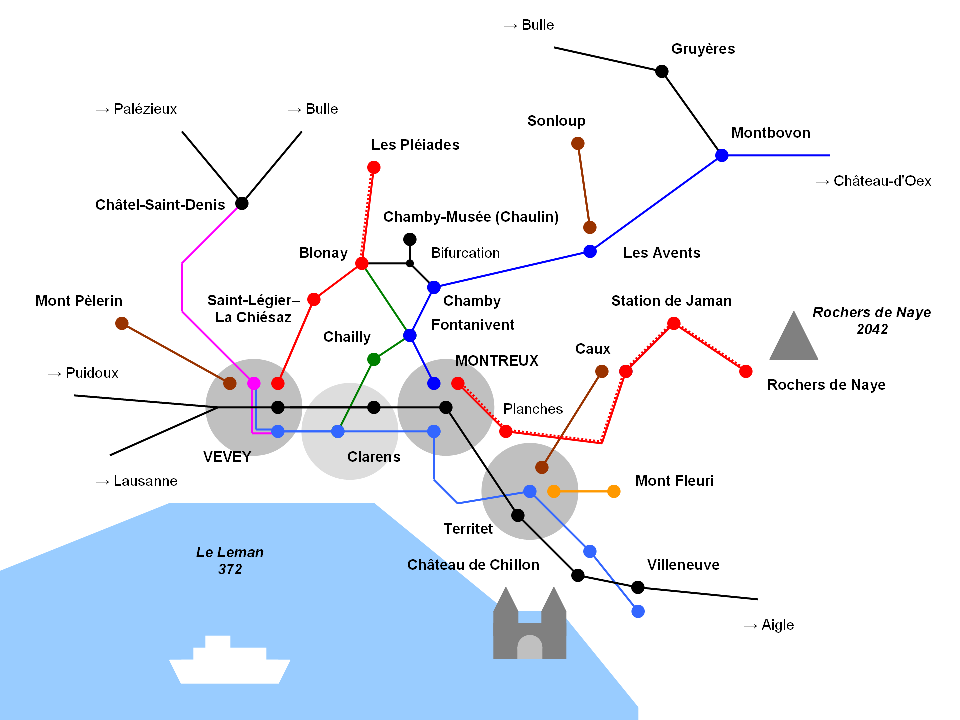
La gare de Vevey et le réseau ferroviaire sur la Riviera vaudoise.

Établie à 383 m d'altitude, la gare de Vevey est située au point kilométrique 18,40 de la ligne du Simplon (100) des CFF. Elle se situe entre la halte de Saint-Saphorin et la gare de La Tour-de-Peilz. Elle est aussi le point de départ de deux autres lignes. Elle se situe au point kilométrique 0,00 de la ligne 111 des CFF allant jusqu'à la gare de Puidoux, et dont la halte suivante est Vevey-Funiculaire, et de la ligne 112 des MVR allant jusqu'à la gare des Pléiades.

## Histoire

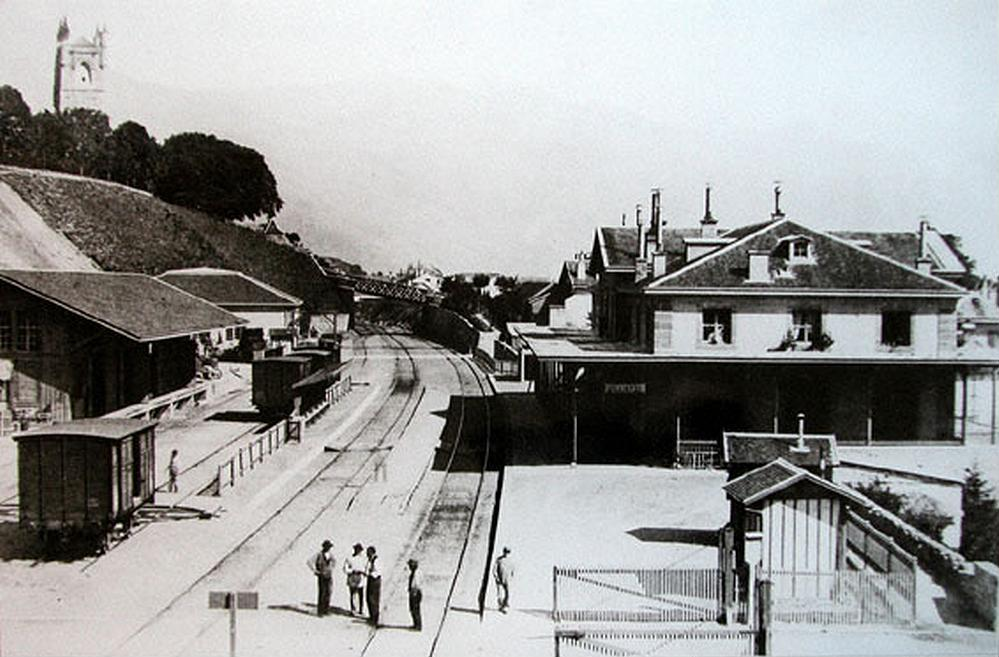
La gare de Vevey entre 1890 et 1900. À cette époque, la ligne du Simplon était l'unique ligne de la gare.

La gare de Vevey est inaugurée en avril 1861, lors de l'arrivée du premier train de la Compagnie des chemins de fer de la Compagnie Ouest-Suisse (SO) qui prendra le nom de Compagnie de Suisse Occidentale (1872) et après diverses fusions, deviendra la compagnie Chemin de fer Jura-Simplon, depuis Lausanne en direction de Villeneuve, puis de St-Maurice en direction de Brigue. Le bâtiment actuel, dû à l'architecte Jean Franel, est achevé en 1862.
En 1902, la gare devient un carrefour ferroviaire avec l'ouverture de la ligne Vevey – Saint-Légier – Blonay – Chamby des  Chemins de fer électriques veveysans (CEV). Deux ans plus tard, la ligne Saint-Légier – Châtel-Saint-Denis est ouverte, puis, en 1911, la ligne Blonay – Les Pléiades. Parallèlement la ligne Vevey - Chexbres, aujourd'hui surnommé Train des vignes, est inauguré le 2 mai 1904 par la Compagnie du chemin de fer Vevey-Chexbres.
Un deuxième bâtiment est alors adjoint à la gare existante, construit en 1908-1909 par l'architecte Charles Coigny (1878-1935).
Lors du changement d'horaire de décembre 2019, les CFF ont mis en place une liaison ferroviaire directe entre Genève et la gare du Châble baptisée « Verbier Express ». Cette liaison circule à hauteur d'un aller-retour par jour les week-ends et certains jours fériés en hiver. À l'aller, le train pour le Châble est couplé de Genève-Aéroport à Martigny à un train assurant un service InterRegio 90 de Genève-Aéroport à Brigue. Au retour, le train circule à partir de Saint-Maurice dans le sillon horaire du train RegioExpress qui circule normalement à cette heure,,. Ces deux trains desservent la gare de Vevey.
De plus, un train spécial, baptisé « VosAlpes Express », a été mis en place le 15 janvier 2022 afin d'assurer certains week-ends d'hiver, jusqu'au 27 mars 2022, un aller-retour par jour de Fribourg au Châble. L'aller est direct tandis que le retour circule au départ de la gare de Bex, en correspondance avec le train « Verbier Express » en provenance du Châble,,. Ces deux trains desservent la gare de Vevey.

## Description
La gare de Vevey comporte deux types de voies ferrées différentes : des voies normales (1435 mm) pour les lignes des Chemins de fer fédéraux et des voies métriques pour la ligne des Transports Montreux-Vevey-Riviera. La gare comporte les voies 1 (direction Lausanne), 2 (direction Montreux), 4 (au loin de la voie 5 sur le même quai), 5 (direction Chexbres), 6, et 7 (direction Blonay), elle ne comporte pas de voie 3.
Les bâtiments de la gare de Vevey sont inscrits comme bien culturel suisse d'importance régionale.
Le dépôt des Chemins de fer électriques veveysans (CEV), intégrés aux Transports Montreux-Vevey-Riviera (MVR) depuis 2001, est situé le long de leur ligne à environ 150 m de la gare.
Pour faire face à l'augmentation constant du nombre de voyageurs et après les travaux réalisés par les CFF avant la Fête des Vignerons de 2019, la compagnie des transports publics Montreux-Vevey Riviera a entrepris également  des travaux en gare de Vevey avec la construction d'un nouveau quai de 100 mètres, avec restauration de la marquise historique du XXe siècle et d'un passage à niveau sécurisé. Le quai commun avec les voies CFF fut par ailleurs allongé et élargi.

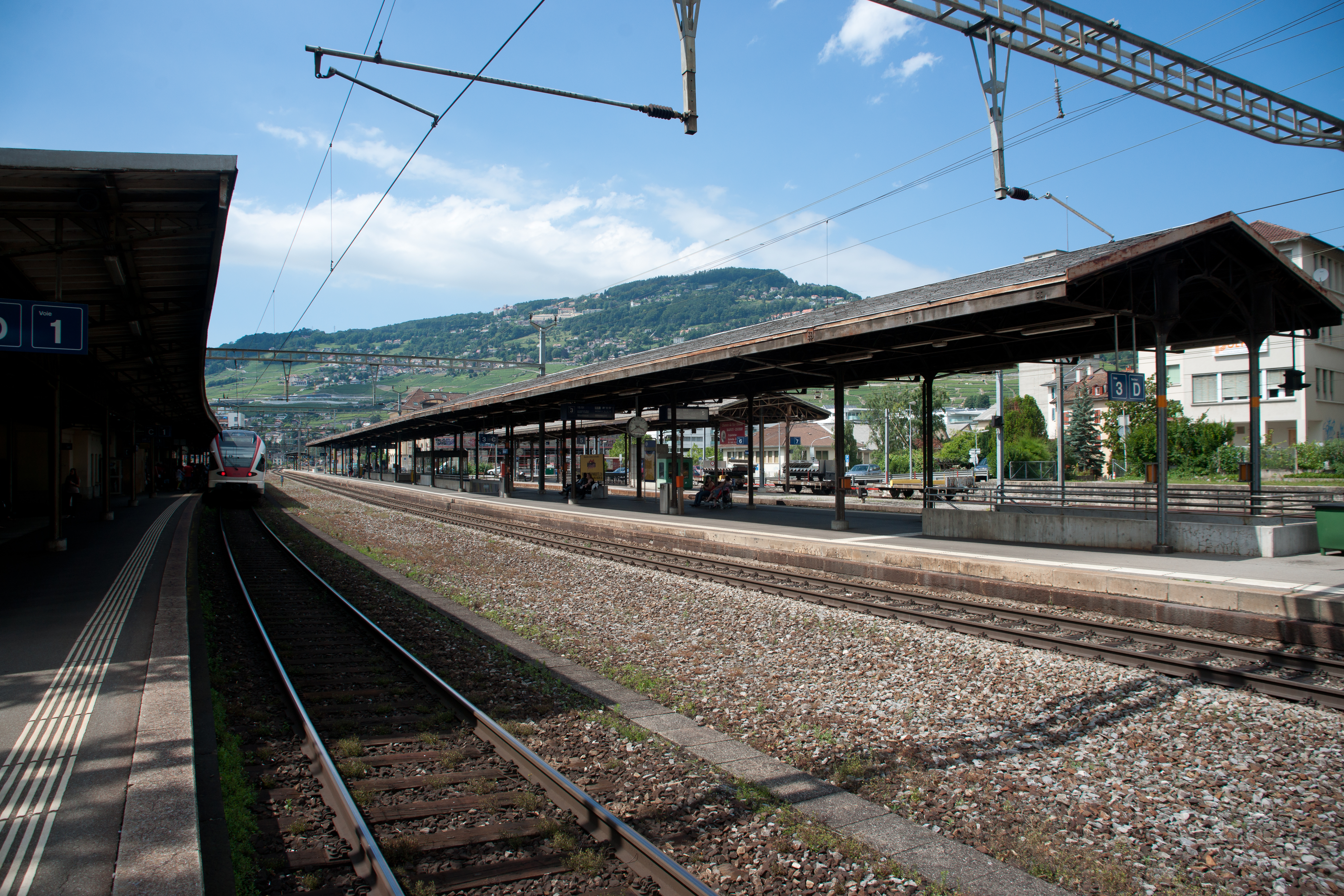
Les voies 1, ici utilisée par une rame Stadler FLIRT, et 3 sur la ligne du Simplon.
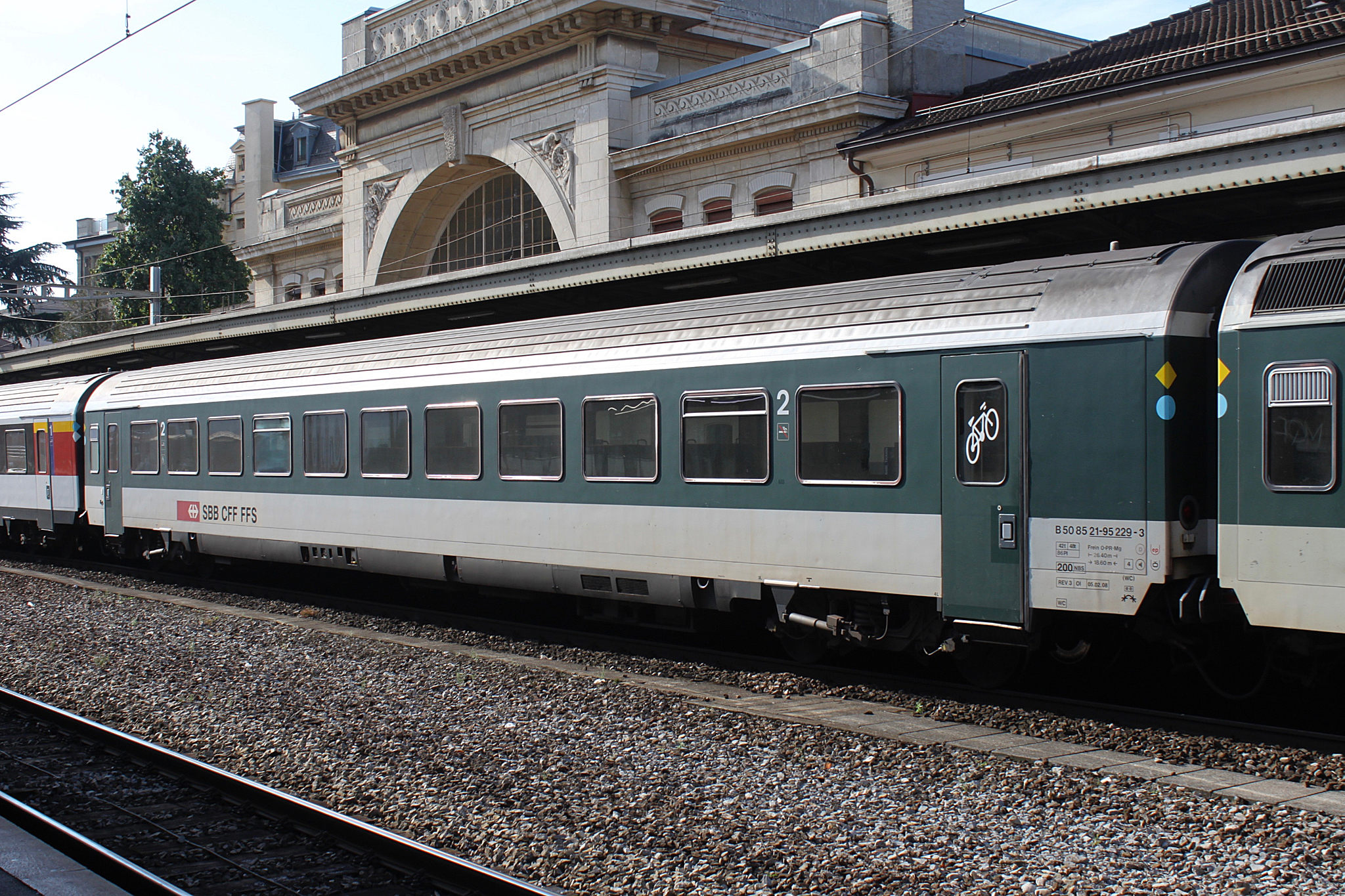
Une voiture CFF B 50 85 21- sur la voie 1 en 2011.
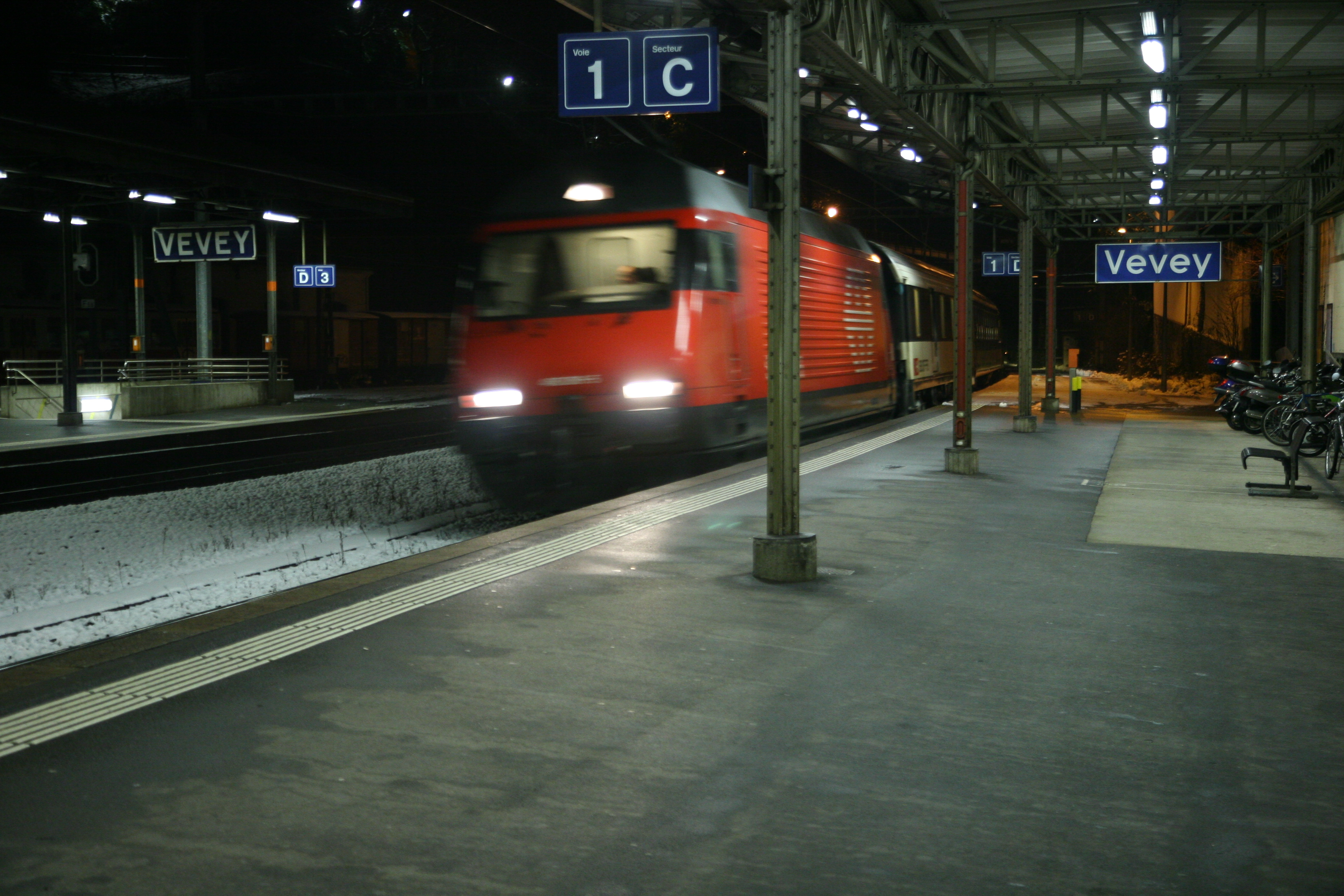
Un InterRegio entrant en gare sur la voie 1 en 2009.
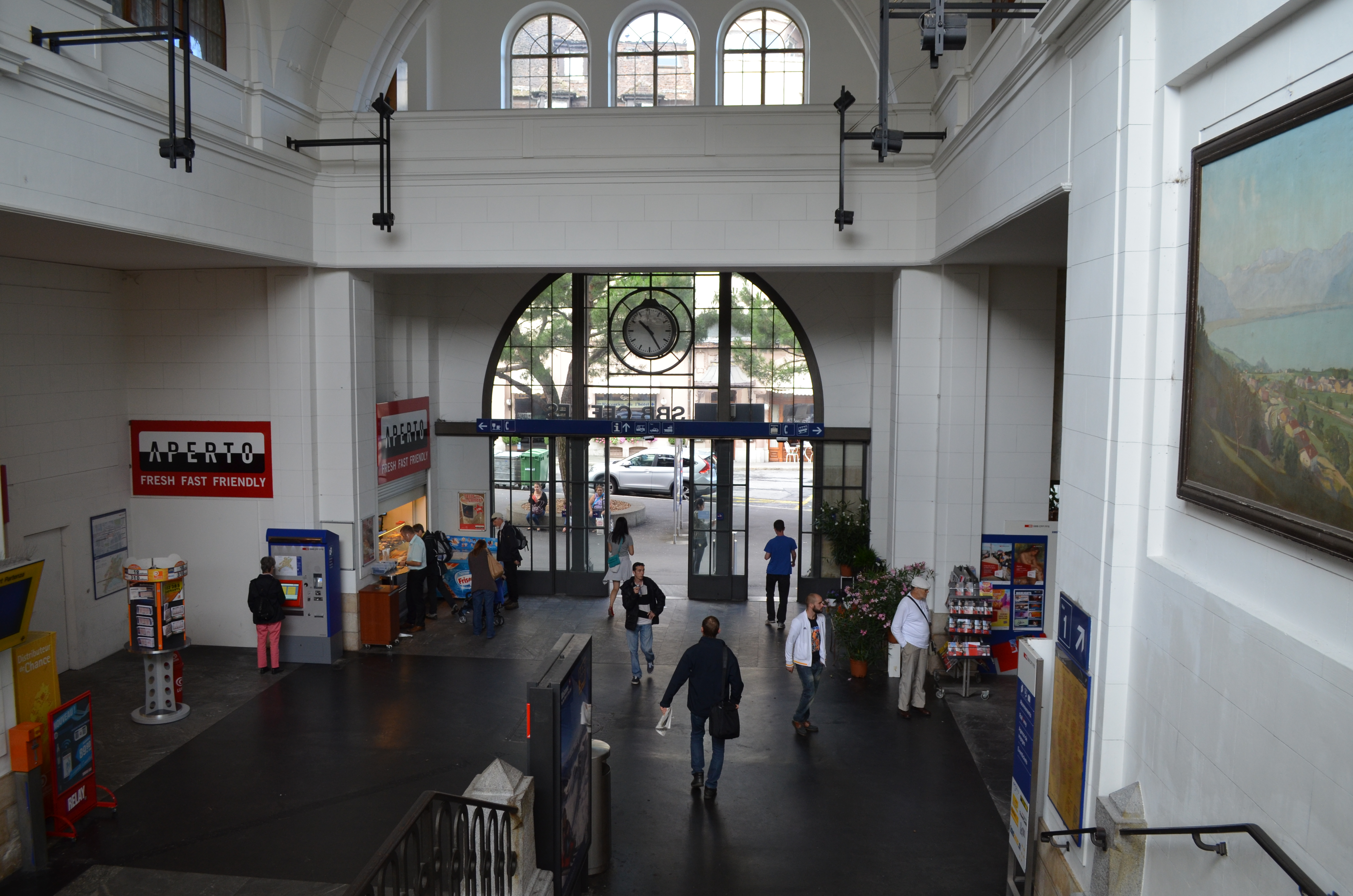
Le hall de la gare en 2014.
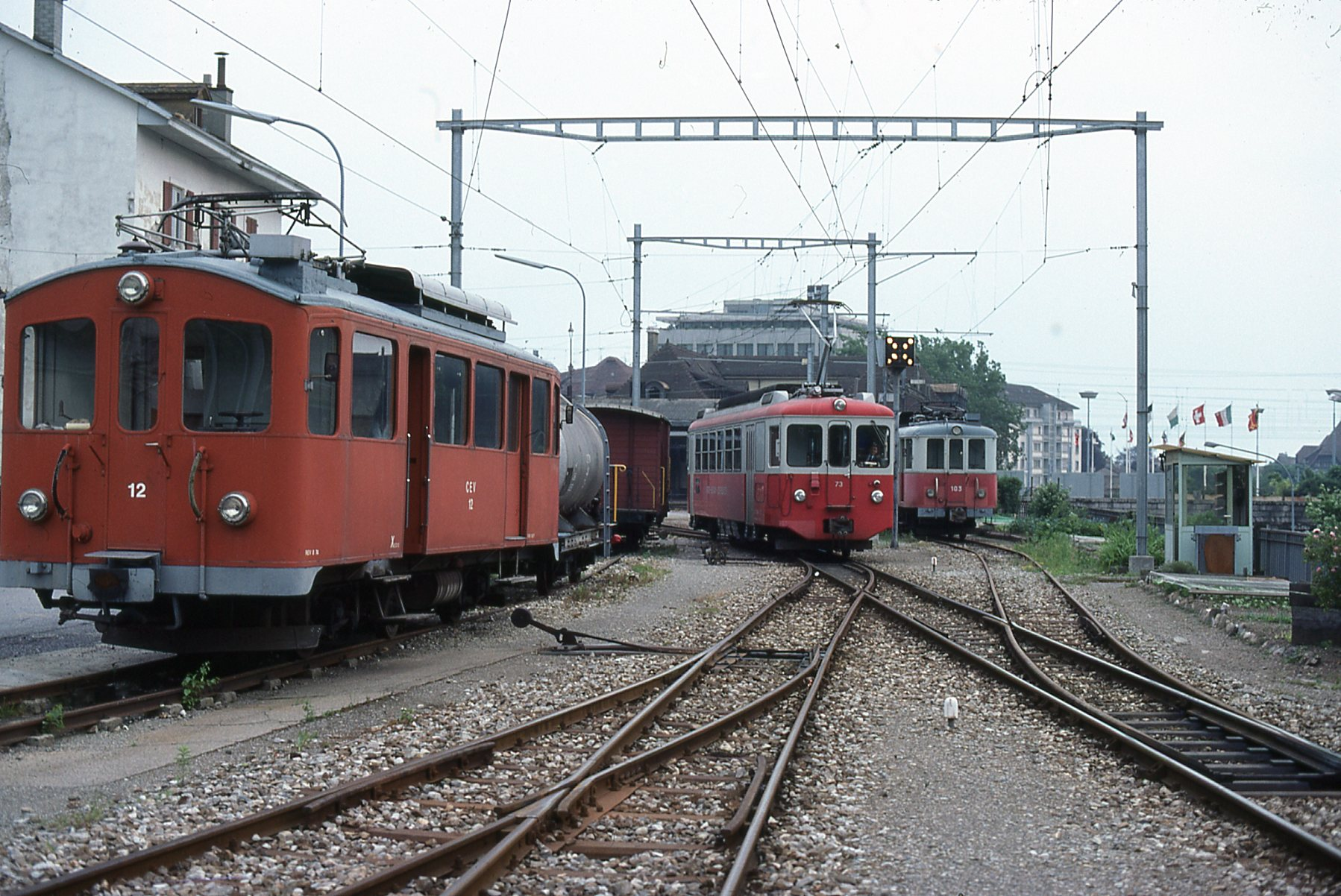
Le dépôt du CEV à la gare de Vevey en juin 1978.
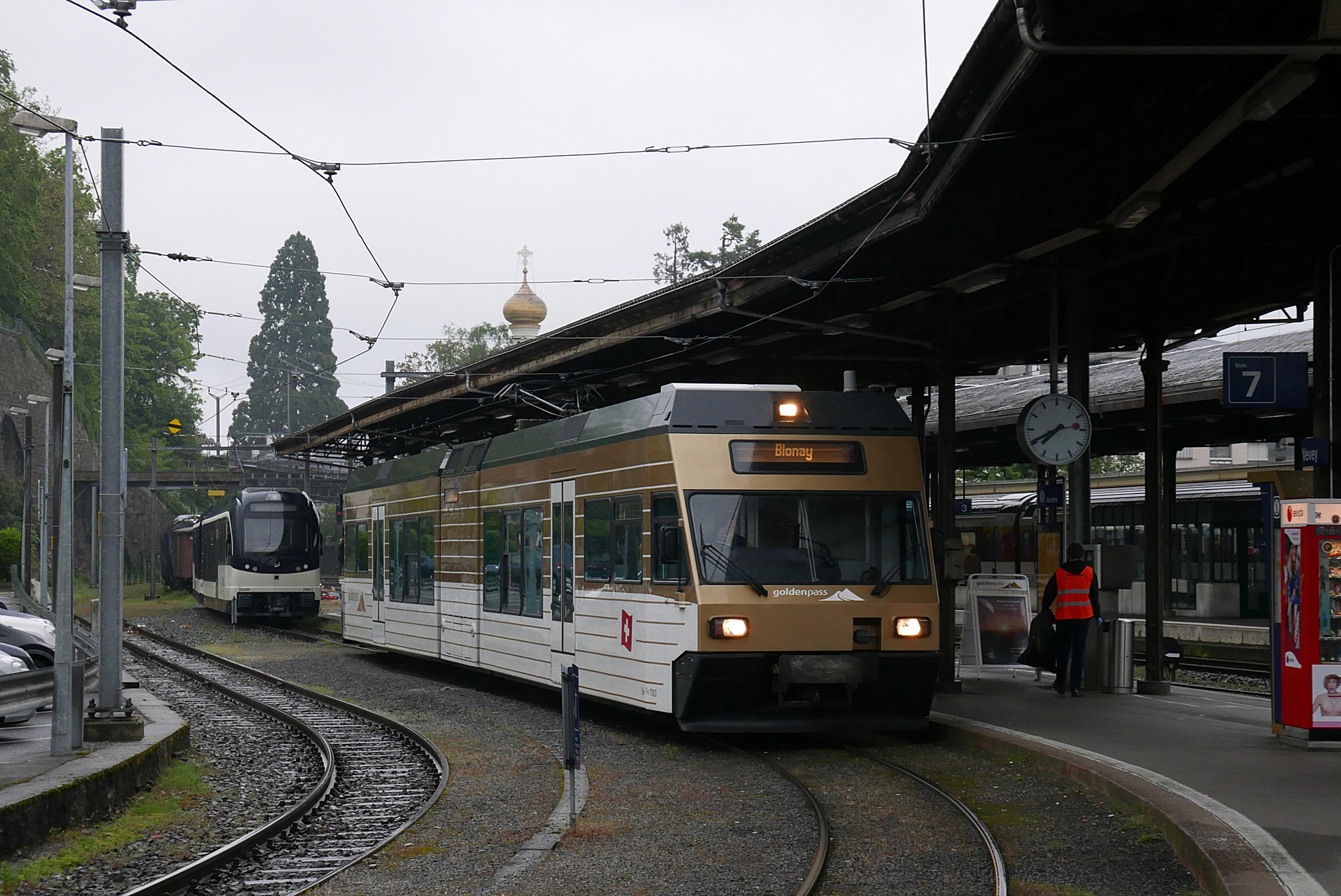
Les rames MVR Be 2/6 7003, pour Blonay, et la rame MVR ABeh 2/6 7503 sur la voie 7 en 2016.

## Desserte
La gare de Vevey est desservie par le réseau grandes lignes des CFF. Les lignes InterRegio IR90 et IR95 relient Vevey à Genève-Aéroport via Lausanne et Genève et à Brigue via Martigny et Sion. La ligne RegioExpress RE33 relie Annemasse (ou Genève-Aéroport le soir et le week-end) à St-Maurice toutes les demi-heures et jusqu'à Martigny toutes les heures.
La gare fait aussi partie du réseau express régional vaudois, assurant des liaisons rapides à fréquence élevée dans l'ensemble du canton de Vaud. Elle est desservie par les trains des lignes R3 et R4 qui relient Vallorbe et/ou Le Brassus (pour la ligne R4) à Bex, voire Saint-Maurice. Elle est le terminus de la ligne R7 permettant de relier Puidoux et Palézieux (depuis l'horaire 2025).
La gare est aussi le terminus de la ligne R35 des MVR reliant Vevey à Blonay et aux Pléiades.

## Intermodalité
L'arrêt Vevey, gare est le principal pôle d'échanges du réseau de trolleybus et d'autobus des VMCV. Il est desservi par les lignes suivantes :
- 201 Vevey, funiculaire – Rennaz, village
- 202 Vevey, Pra – Vevey, Charmontey
- 209 La Tour-de-Peilz, Bel-Air – Vevey, gare
- 211 Vevey, gare – Corseaux, Gonelles
- 212 Vevey, gare – Corsier-sur-Vevey, Nant / Fenil-sur-Corsier, vieille rte
- 213 Vevey, gare – Châtel-St-Denis, gare
- 215 Vevey, Marché – St-Légier, collège La Chiésaz
- 216 Vevey, gare – Bossonnens, gare
- 217 Vevey, gare – Palézieux, gare